# Picos de Europa

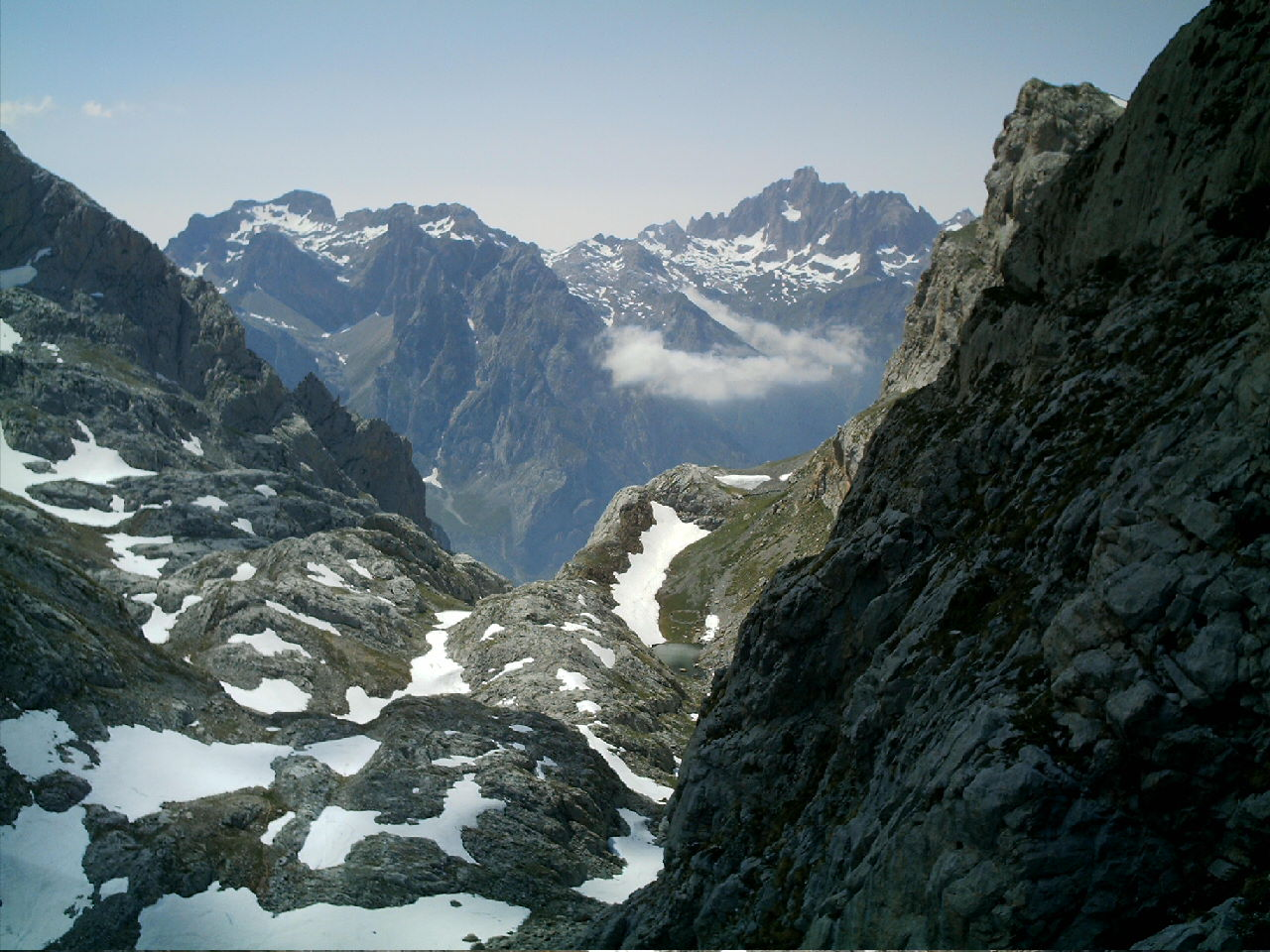
Vista del macizo Occidental (con Torre Bermeja y Peña Santa) desde el camino a collado Jermoso.

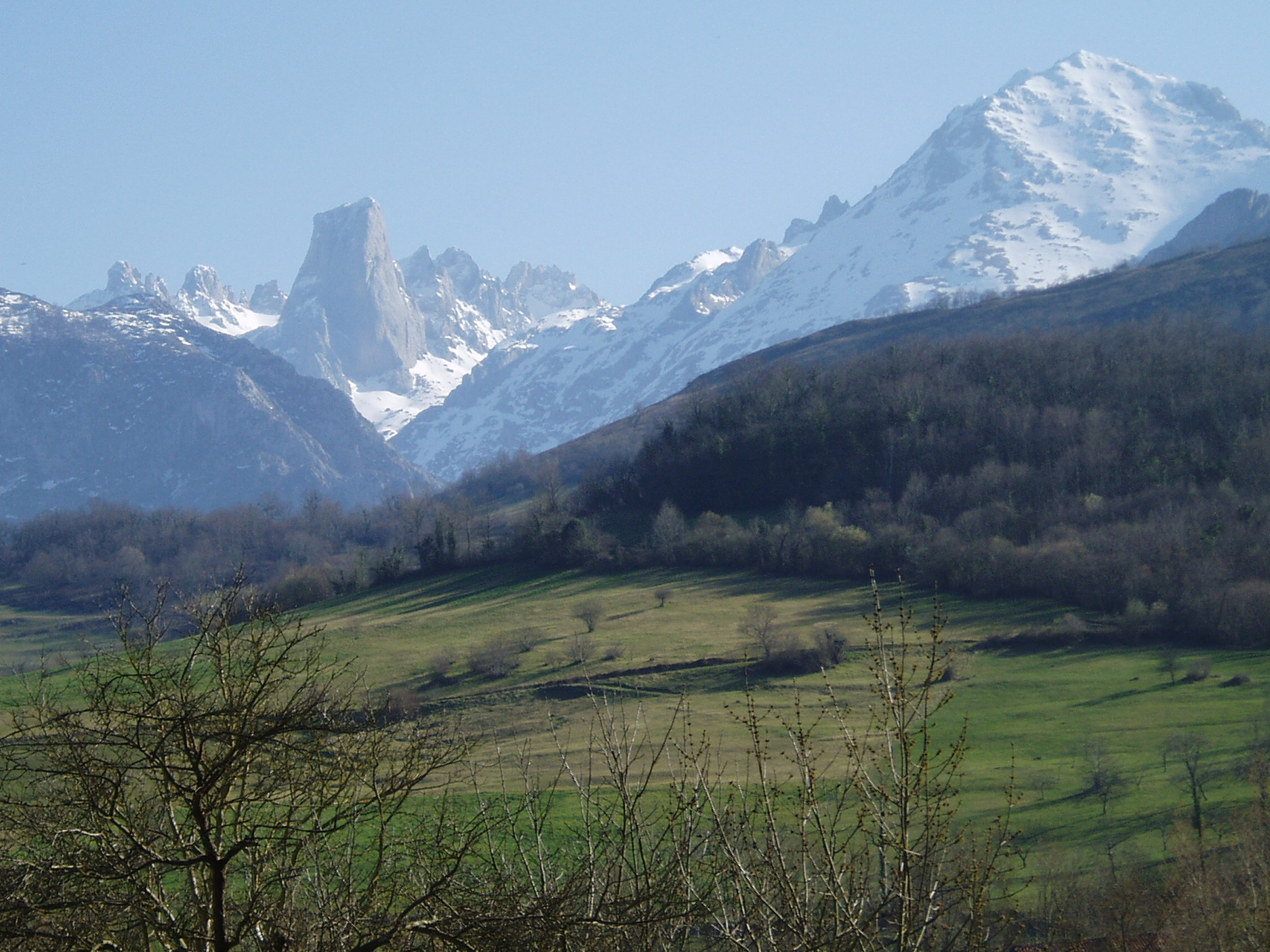
El Picu Urriellu desde el mirador de Carreña.

Los Picos de Europa son un macizo montañoso localizado en el norte de España que pertenece a la parte central de la cordillera Cantábrica. Aunque no es muy extenso, su cercanía al mar hace que sea pródigo en accidentes geográficos de gran interés. En la actualidad el parque nacional de los Picos de Europa constituye el segundo parque nacional más visitado de España, después del parque nacional del Teide (Tenerife).
Esta formación caliza se extiende por Asturias, León y Cantabria, y en ella destacan sus alturas, en muchos casos por encima de los 2500 m s. n. m., por lo cerca que se encuentran del mar Cantábrico, pues en su punto más septentrional apenas distan 15 kilómetros del mar. Geográficamente los Picos de Europa se encuentran en la línea de la cordillera Cantábrica, si bien son considerados como una unidad independiente de esta por su formación más reciente. Ocupan una superficie total de 67 455 hectáreas repartidas entre las tres provincias.[cita requerida]
Los Picos de Europa están divididos en tres macizos: el macizo Occidental o Cornión, el macizo Central o de los Urrieles, y el macizo Oriental o de Ándara.
Las mayores alturas se encuentran en el macizo de los Urrieles, que pasa por ser el más agreste de los tres, pues catorce de sus cimas superan los 2600 m de altitud, con la Torre Cerredo, de 2650 m, como techo de estas montañas y tercer máximo de toda la península ibérica, después de Sierra Nevada y los Pirineos. Otra montaña que forma parte de este macizo es el Naranjo de Bulnes, de gran importancia histórica en el alpinismo español. Fue conquistado por primera vez el 5 de agosto de 1904, por Pedro Pidal, marqués de Villaviciosa, y su compañero de cordada y guía Gregorio Pérez Demaría el cainejo, pastor natural de Caín de Valdeón,[cita requerida] ascensión que se considera como el nacimiento del alpinismo en España.
En el macizo Occidental o Cornión, llamado así por la forma de cuerno que ofrece su silueta al ser visto desde el oeste, destaca la Peña Santa, que con sus 2596 m de altitud supera en 110 m a la siguiente cima de este macizo, la Torre de Santa María o Torre Santa de Enol. Por estas dos montañas, la Peña Santa y la Torre Santa, este macizo se conoce asimismo como el de las Peñas Santas.
El macizo Oriental, también llamado de Ándara por estar en él el circo del mismo nombre, es el más modesto de los tres, tanto en altura (su techo, la Morra de Lechugales, alcanza los 2444 m de altitud) como en verticalidades.

## Etimología

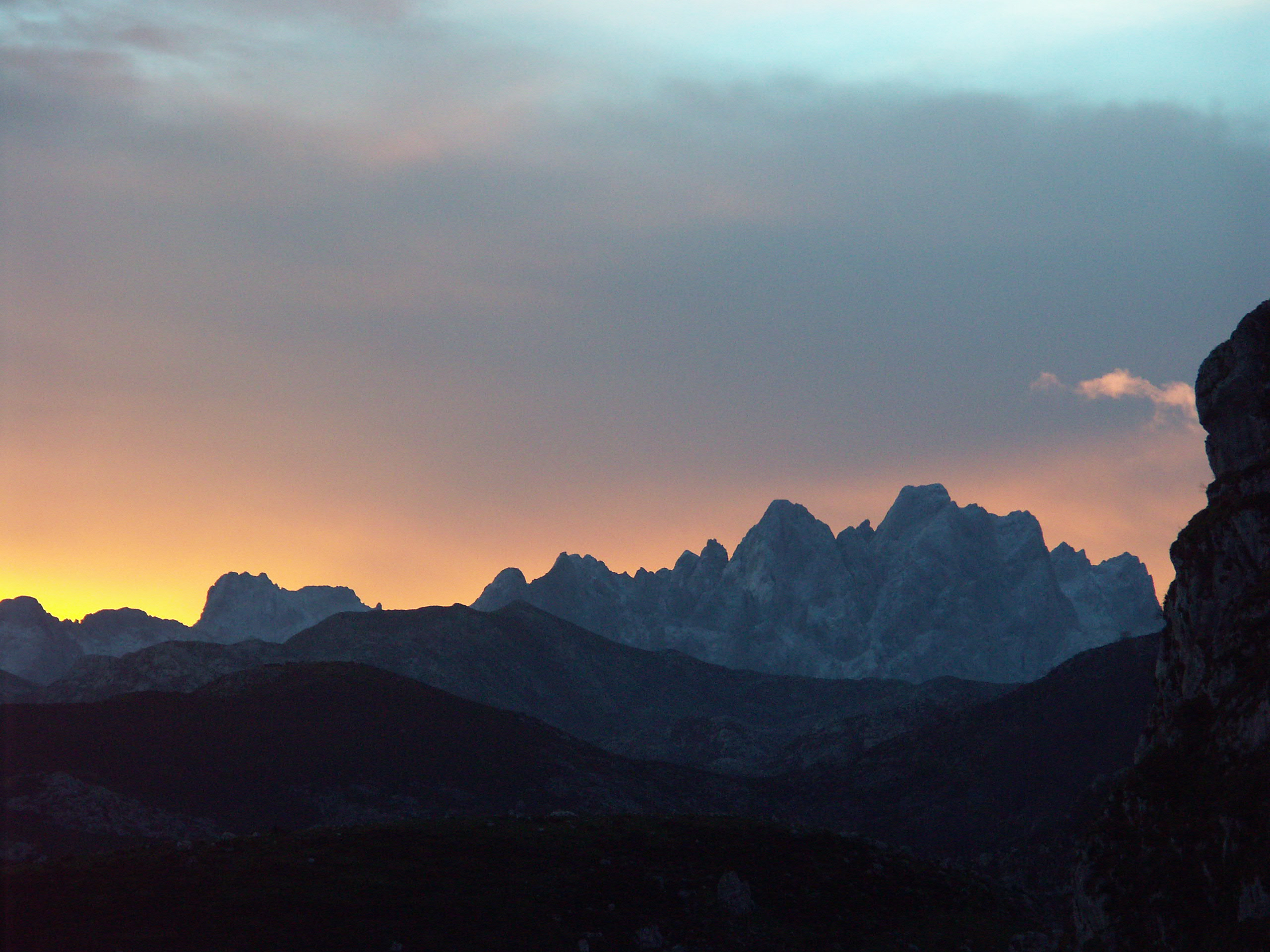
Los Urrieles, encabezados por el Pico de los Cabrones y Torre Cerredo desde las inmediaciones del Lago Enol, en el macizo Occidental.

Algunos historiadores han llegado a identificar los Picos de Europa con el legendario monte Vindio en el que, según el cronista Lucio Anneo Floro, los cántabros se refugiaron de las legiones romanas y donde pensaban que «habían de subir las olas del mar antes que las armas de Roma».
En la Ora Marítima, una obra de Rufo Festo Avieno que recoge el Periplo massaliota del 530 a. C., ya se describe cómo los navegantes que pasaban por la costa cantábrica hacia Bretaña distinguían estos montes, a los que se ha identificado con el «septentrión nevado» del poema.
En el año 1530 el historiador Lucio Marineo Sículo las denominó ya Rupes Europae.[cita requerida] Ambrosio Morales, cronista de Felipe II, las cita en 1572 como Montañas de Europa.[cita requerida] Fray Prudencio de Sandoval, en 1601, las llama Peñas o Sierras de Europa,[cita requerida] al igual que el portugués Rodrigo Méndez Silva,[cita requerida] el benedictino Gregorio de Argaiz,[cita requerida] el jesuita Luis Alfonso de Carballo[cita requerida] y el también monje benedictino Francisco de la Sota.[cita requerida]
Existen numerosas teorías sobre por qué recibieron su nombre los Picos de Europa. Tradicionalmente se ha asociado el origen de su toponimia al hecho de que supuestamente era la primera tierra europea que los navegantes divisaban al venir de América, aunque este supuesto no es compartido por muchos estudiosos.
Otras hipótesis sugieren que la denominación viene por la sorpresa que para los visitantes de la península ibérica suponía encontrar estos enérgicos farallones calizos en los confines de Europa, o que fue acuñada por los peregrinos centroeuropeos que hacían el Camino de Santiago, que habrían llamado así a estas montañas por su parecido con los Alpes.
Sea como fuere, la realidad es que se desconoce a ciencia cierta la razón, máxime si se tiene en cuenta que los habitantes de las comarcas próximas las llaman simplemente Picos.

## Geografía
Los Picos de Europa se encuentran situados dentro de la línea que, de oeste a este, ocupa la cordillera Cantábrica. Comprenden una superficie más o menos rectangular de unos 20 kilómetros de norte a sur y aproximadamente de 35 km de oeste a este, lo que da unos 550 kilómetros cuadrados.
Tan modestos son en extensión como ricos en número de cimas y picos, contándose catorce por encima de los 2600 m, cuarenta de más de 2500 m, y prácticamente doscientos cincuenta que superan los 2000 m de altitud.
Los distintos macizos vienen definidos por los ríos que los escoltan y atraviesan. Así, el conjunto de los Picos de Europa está limitado por los ríos Sella y Dobra, por el oeste, y por el Deva por el este. Otros dos ríos, el Cares y el Duje, fueron los encargados de, en una labor de millones de años, esculpir los valles por los que hoy discurren y así dar forma a los tres macizos. El Cares separa los macizos del Cornión y los Urrieles, y, más al este, el Duje separa estos del macizo de Ándara.
Administrativamente, estas montañas están enclavadas en tres comunidades autónomas distintas: el Principado de Asturias, Cantabria y Castilla y León (provincia de León). Cabe destacar que la zona central de los Picos, los Urrieles, prácticamente equidista de las tres capitales provinciales, Oviedo, León y Santander, situándose a unos 85−90 km de ellas. También es destacable el pico Tesorero, en el macizo Central, por ser un trifinio o punto en el que coinciden los tres límites provinciales.
Vega de Liordes, enclave del sector leonés del parque nacional de Picos de Europa perteneciente al municipio de Posada de Valdeón registró -35,8 °C el 7 de enero de 2021.

## Los tres macizos

### Macizo Occidental o Cornión
Es el más extenso de los tres macizos y está limitado por los ríos Sella y Dobra al oeste y por el Cares al este. Administrativamente, se encuentra situado entre Asturias —concejos de Amieva, Cabrales, Cangas de Onís y Onís— y León —municipios de Sajambre y Valdeón—.
Es muy importante destacar que este conjunto de montañas, donde también se encuentran los lagos de Covadonga, así como la Santa Cueva de Covadonga, integraron desde el año 1918 el primer parque nacional creado en España. Por aquel entonces fue llamado parque nacional de la Montaña de Covadonga, siendo renovado, ampliado y renombrado en 1995, recibiendo la denominación de parque nacional de los Picos de Europa. En este macizo se pueden distinguir distintas zonas que se detallarán de norte a sur.

#### Zona norte
La zona más septentrional del Cornión está adornada por los lagos de Covadonga a partir de donde, hacia el sur, se va ganando altura según se llega a los refugios de Vegarredonda (1420 m) y de Vega de Ario (1615 m). A más altura se encuentra el mirador de Ordiales, característico punto de este macizo y lugar donde se hallan los restos de Pedro Pidal. El refugio de Vegarredonda es un buen punto de paso para alcanzar la zona central y occidental, mientras que el de Vega de Ario, también llamado Marqués de Villaviciosa en honor al conquistador del Naranjo, está en la zona más oriental del macizo. Desde este punto, y también desde las vecinas cumbres del Jultayu y del Cuvicente, se pueden contemplar unas espléndidas vistas del murallón del macizo Central. En estas dos cumbres, de en torno a los 2000 m de altitud, también se puede ver, 1500 m más abajo, en el fondo del valle, el pueblo de Caín, punto intermedio de la ruta del Cares que, de sur a norte, parte de Posada de Valdeón y llega a Camarmeña, pero que es a partir de Caín donde ofrece sus vistas más espectaculares. Cabe destacar, entre el refugio de Vega de Ario y la cumbre del Jultayu, el sistema del Jitu, un conjunto de simas cársticas de gran importancia que alcanza una profundidad de 1135 m.

#### Área de las Peñas Santas
En torno al jou Santo se encuentran las cimas más relevantes de este macizo, destacando sobre todas ellas la Peña Santa (2596 m). La segunda en altura es la Torre Santa de Enol o Torre de Santa María (2486 m), que pasa por ser la otra gran protagonista del Cornión, secundada al norte por la aguja de Enol. Al oeste de la Torre de Santa María está el grupo de las cinco torres de Cebolleda, que alcanza una altura de 2438 m. Al sur de la torre Santa, superando la Horcada de Santa María (2346 m), se hallan en alineación N-S, la torre de la Horcada (2455 m), la Torre de Enmedio (2467 m), la torres de las Tres Marías (2420 m) y la torre del Torco (2452 m). Solo la Forcadona (2304 m) separa a la [torre del Torco de la inmensa muralla que de oeste a este forma la Peña Santa. Escoltándola se encuentran otras cimas de notable importancia, como la aguja del Corpus Christi y la aguja del Gato al suroeste, o la aguja José de Prado, casi integrada en la imponente muralla sur del techo del Cornión.
Partiendo de la torre del Torco, siguiendo la alineación E-O, se encuentran los picos de Los Estribos (2300 m), la torre de la Cabra Blanca (2320 m), El Diente (2301 m) y la Garita Cimera (2276 m).

#### Sector de la Bermeja
La zona meridional del macizo del Cornión está dominada por la torre Bermeja, que con sus 2400 m domina en altura a todas las elevaciones de su entorno. De entre éstas destacan hacia el norte (entre la Bermeja y la Peña Santa) montes como las torres del Cotalbín, la punta Extremera, el Cuetalbo y, más al oeste, los Altos del Verde. Todas estas elevaciones se acercan a los 2200 m de altitud.
Más cercanas a la torre Bermeja, al oeste de ésta, se hallan los Moledizos I y II, de 2254 y 2295 m, respectivamente. Al sur de la torre Bermeja también se encuentran alturas relevantes, como son el Pardo Pescuezo (2302 m), las torres de Parda (2317, 2316 y 2236 m), la torre de Ita (2236 m), la torre Ciega (2240 m) y las torres de las Arestas (2136, 2125 y 2122 m).

### Macizo Central o de los Urrieles
Situado entre los valles excavados por los ríos Cares y Duje se halla el macizo Central, sin duda el más agreste y vertical de Picos de Europa. Posee las mayores alturas de los tres macizos, pues 38 de sus cimas rebasan los 2500 m, estando catorce de ellas (curiosamente el mismo número de ochomiles que hay en el planeta) por encima de los 2600 m. Sólo la peña Santa, en el macizo Occidental, entraría en ese grupo de 38 montañas por encima de 2500 m.
Si bien es menos extenso que el macizo del Cornión, el macizo de los Urrieles tiene más superficie de alta montaña que el anterior, coronada por el Torrecerredo con sus 2650 m de altitud. Sin embargo, no es en ese punto donde se concentra la leyenda de este macizo en particular y de Picos de Europa en general. Para encontrarlo hay que dirigirse al este, al corazón de los Urrieles, hacia el Naranjo de Bulnes o Picu Urriellu, auténtico símbolo de la montaña asturiana y lugar donde se han escrito, desde su conquista en 1905, las más bellas páginas del alpinismo español. Sirvan como ejemplos la apertura de la primera vía en su cara oeste, 550 m de verticalidad caliza, por Alberto Rabadá y Ernesto Navarro en 1962, o la vía «Sueños de Invierno», para cuya consecución José Luis García Gallego y Miguel Ángel Díez Vives estuvieron colgados de dicha pared durante 69 días de forma ininterrumpida.

### Grupo de la Peña Maín
De norte a sur, las primeras cumbres son las del grupo de la Peña Maín, de entre las que destacan el cueto Redondo, la Cabeza la Mesa (que con 1605 m es la más alta de este conjunto) o la Cabecina Quemada. Desde cualquiera de ellas se tienen unas espectaculares vistas del corazón de los Urrieles.

### Grupo del Naranjo de Bulnes
Los límites de este espectacular conjunto de cumbres se pueden situar entre el collado de Santa Ana por el sur y la peña Castil en su parte septentrional.
Comenzando por el sur destacan los las torres del Tiro Navarro (2602 m), conjunto de tres cumbres la más alta de las cuales es la única que supera los 2600 m. Más hacia el norte, a través de la horcada del Infanzón (2482 m) se encuentran los Campanarios, otra cumbre triple cuya máxima altura alcanza los 2572 m. Al este de este conjunto y a través del jou del Infanzón se encuentra la torre de los Tiros de Santiago y algo más al norte, el Cuchallón de Villasobrada (2416 m).
El Urriellu o Naranjo de Bulnes da forma, junto con las montañas de su entorno, al jou tras el Picu, un círculo de montañas que deja en el interior un hoyo tan espectacular como profundo. Empezando por el norte siguiendo el sentido de las agujas del reloj aparecen la torre del Carnizoso (2332 m), la torre del Oso (2461 m), el Risco Víctor y, a través de la llamada falsa collada Bonita, la aguja de los Martínez (2422 m) desde donde se desciende hacia la Collada Bonita (2382 m), lugar privilegiado para observar la cara sur del Picu. Siguiendo hacia el sur aparece la torre de las Colladetas (2456 m) y a continuación la Morra, cumbre bicéfala que tiene una altura máxima de 2554 m, lo que le supone ser la cumbre más alta de todas las que rodean, junto con el Naranjo, el jou tras el Picu. La zona oeste del jou tras el Urriellu está cubierto por los Tiros de la Torca (2386 m), antesala por el sur del Picu Urriellu (2519 m), del que parte la Canal de la Celada hacia la Vega de Urriellu.

### Grupo de Torrecerredo
Geográficamente este sector se encuentra al oeste del picu Urriellu y limita más al oeste con el río Cares. De norte a sur, comienza con el Murallón de Amuesa que rápidamente va ganando altura hasta configurar las primeras cumbres, como son los cuetos del Trave (2253 m el más alto) y, tras sobrepasar la collada del Agua, el pico de Dobresengros (2395 m). Con el mismo nombre fue bautizada la canal de Dobresengros, vía que parte de las inmediaciones de Caín y que accede, tras salvar un desnivel de 2000 m, a las cumbres más altas de esta área.
Al sur del pico de Dobresengros aparece, imponente, el conjunto de Cabrones. Primero las agujas de Cabrones (2474 m) y después el pico de los Cabrones (2553 m), bella cumbre de estilizada silueta que, hacia el este, cobija al jou de los Cabrones, zona especialmente árida y lugar donde se encuentran el refugio José Ramón Lueje (2035 m) y el sistema del Trave, un conjunto de tres simas que, con sus 1441 m de profundidad es el más importante de Picos.
Sin casi descanso se llega al símbolo de esta área, el Torrecerredo (2650 m), techo de los Urrieles y el punto más elevado en muchos cientos de kilómetros a la redonda. Es además un privilegiado lugar para observar el macizo de las Peñas Santas.
El Torrecerredo está escoltado por dos agujas de nombres singulares, pues de sus paredes se desprenden el Risco Saint Saud (2575 m) y, ligeramente más abajo, la torre de Labrouche (2525 m). Estas cumbres llevan el nombre de dos personajes ilustres de Picos de Europa, el conde de Saint Saud y Paul Labrouche, muchas veces compañeros y descubridores, durante finales del siglo XIX, de muchos de los secretos de estas montañas.
Siguiendo hacia el sur, pegada a Torrecerredo está la torre Bermeja (2606 m) y, tras pasar la collada Bermeja (2485 m), la torre Coello (2584 m). Girando hacia el este y posteriormente al norte, se encuentra el Tiro del Oso (2576 m) y tras superar la Horcada de Don Carlos (2418 m), el pico de Boada (2523 m). Finalmente, la torre de la Párdida (2596 m), cima que ofrece espectaculares vistas tanto a la cara oeste del Naranjo de Bulnes como a Torrecerredo y, más allá, al Cornión.

#### Grupo de Peña Vieja
Partiendo de la zona sur del área anterior, es decir, del Tiro del Oso, y siguiendo la divisoria astur-leonesa, se levantan los picos Arenizas, triple cumbre cuya mayor altura alcanza los 2515 m. Siguiendo esta trayectoria hacia el sur de los Urrieles aparece el estilizado y piramidal pico Tesorero (2570 m), relevante por su belleza y peculiar por ser el punto donde confluyen las tres provincias que comparten el territorio de los Picos de Europa, esto es, Asturias, Cantabria y León. También espectacular es el paisaje que ofrece a aquel que llegue a su cumbre, pues da vista a casi todos los puntos relevantes de los Urrieles.
Trazando la línea que se separa de León y que sigue la divisoria astur-cántabra hacia el este, se yergue la torre de los Horcados Rojos (2503 m) y más allá, los picos de Santa Ana (el más alto de los cuales supera por un solo metro la barrera de los 2600 m).
En dirección sureste, ya en territorio cántabro, dos afiladas agujas, la de la Canalona y la de Bustamante, anteceden a la peña Vieja, que con sus 2619 m es la mayor elevación de este conjunto de montañas y de toda Cantabria.. Al sur, ya en los límites de este macizo, está la peña Olvidada (2430 m) y al noreste desde los picos de Santa Ana se alcanzarían las torres del Tiro Navarro, ya comentadas anteriormente. El conjunto Arenizas —Tesorero, Horcados Rojos, Santa Ana y Tiro Navarro— dan forma al jou de los Boches, que está al sur del jou Sin Tierre, que a su vez desembocaría, más al norte, en la vega de Urriellu.
En dirección contraria, al sur de los Horcados Rojos, estaría el jou Sin Tierre, en cuyo extremo noroeste se halla el refugio de Cabaña Verónica (2325 m), el más singular de cuantos se encuentran en Picos, pues su estructura es la cúpula metálica de las baterías antiaéreas de un barco portaaviones.
Al norte de peña Vieja, atravesando los llamados cuetos de San Juan de la Cuadra para entrar en territorio astur, se accede al valle de las Moñetas, dejando al oeste el grupo del picu Urriellu y alcanzando en el camino hacia las vegas de Sotres (límite oriental de los Urrieles) el pintoresco lago de las Moñetas.
Algunas cumbres relevantes de esta pequeña sierra serían las Coteras Rojas (2295 m, la más elevada), la Garmona (2291 m), el cuetu de la Cuadra (2231 m), el Paredón del Albo (2125 m) o el Escamelláu (2063 m).

#### Sector del Llambrión
En esta zona situada en el suroeste del macizo Central se encuentra la mayor concentración de elevaciones de los Picos de Europa, con varias alturas que superan los 2600 m. Concretamente engloba a nueve de las catorce cimas que superan esos 2600 m.
En torno a la torre del Llambrión (2642 m y techo de este conjunto) se pueden encontrar alturas de gran relevancia y todas muy cercanas ésta. Destaca, por su altura que le hace rivalizar con el propio Llambrión, el  tiro Tirso], con sus 2641 m de altitud. También están la [torre sin Nombre (2638 m — y actualmente en trámites de ser bautizada como torre Schulze, en honor a la figura de este pionero de los Picos de Europa—, la 
torre Casiano de Prado (2622 m), la torre Llastrias (2621 m), la torre Blanca (2617 m), la torre de la Palanca (2614 m), la torre de Peñalara (2607 m) y la torre del Hoyo Grande (2602 m). Al sur de la torre Casiano de Prado también se puede mencionar la torre de las Minas del Carbón, que se queda en 2595 m de altitud.
Al sureste de la torre Blanca se alzan importantes elevaciones, como son el tiro Llago, el Madejuno o los tiros de Casares ya en las inmediaciones de Cabaña Verónica. Siguiendo hacia el sureste, otras cimas que van surgiendo, como la torre del Hoyo Oscuro, el pico San Carlos, la torre del Altáiz o el pico de la Padierna, se van acercando hacia Fuente Dé, en el extremo sur de los Urrieles.

#### Las peñas Cifuentes
En la parte oeste, muy cerca del río Cares, destaca la aguja de María del Carmen, que es seguida por el Borracho, la Cantadota y la Torre de las Mojosas. Cada una de estas montañas va ganando en altura, rondando esta última Torre de las Mojosas los 2000 m. Más al este, tras rodear por el sur el hoyo de las Mojosas, aparece la aguja de María Luisa (2386 m) e inmediatamente después, la torre del Friero (2445 m), que si bien no es, por poco, la mayor altura de este conjunto, sí que es la montaña que presenta las paredes más espectaculares y difíciles, especialmente en su vertiente septentrional.
Más al este se accede a la canal de la Cabida o Chavida (2160 m), que separa el área del Friero del central, presidido por la Torre de Salinas (2446 m). Pero antes de llegar al techo de este conjunto se encuentran la torre del Hoyo Chico (2356 m) y la torre del Hoyo de Liordes (2474 m), techo de esta formación.
Siguiendo en dirección este se halla la canal del Pedavejo (2030 m), que da paso al Alto de la Canal, las peñas de la Regaliz (cumbre triple, siendo la más alta de 2229 m), la torre del Alcacero (2247 m) y peña Remoña (2227 m). Más allá se desciende hacia Fuente Dé, mil metros más abajo.

### Macizo Oriental o de Ándara
Como ya se señaló anteriormente, el macizo de Ándara es el menos extenso de los tres y también el menos pródigo en alturas. Su principal eje se extiende de suroeste a noreste, dividiéndose en dos vertientes en el punto donde se concentran sus mayores alturas, en torno al Circo de Ándara. Este macizo está escoltado por los ríos Duje al oeste y Deva al este y administrativamente se encuentra situado entre Asturias y Cantabria.

### Descripción del macizo de Ándara
El macizo de Ándara se extiende de suroeste a noreste, dividiéndose en dos vertientes en el punto donde se concentran sus mayores alturas, en torno al circo de Ándara. El río Duje, al oeste, separa este macizo de Los Urrieles y el río Deva, al este, marca el límite oriental de los Picos de Europa.
En su interior se encuentran varios restos de explotaciones mineras (minas de Mazarrasa, Evangelista, La Providencia,...) actualmente abandonadas, y aun son visibles los restos de las construcciones anejas a esta actividad. Es fácil encontrar también las abundantes bocaminas, algunas de ellas obstaculizadas para evitar la entrada del ganado a las mismas.
Existe un refugio de montaña, el Casetón de Ándara, que facilita el acceso al macizo y a pocos minutos de él, en dirección al pico Valdominguero, se encuentra el antiguo lecho del lago de Ándara. Este lago, uno de los más grandes que pueblan los Picos de Europa, fue desecado accidentalmente durante las actividades mineras ya mencionadas, probablemente a causa de alguna voladura.
La primera alineación de montañas que se observa por el sur son las Cumbres Avenas. La cima más meridional de este conjunto es el Castro Cogollos (1692 m), después está el pico del Buey (1870 m), el Joracón de la Miel (1902 m), el pico de la Canal Arenosa (1882 m) y el pico del Corvo (1878 m) .
A través del collado de Cámara se accede al núcleo del macizo Oriental. Siguiendo la alineación suroeste-noreste aparecen en primer lugar las Picos de Cámara (2050 m), seguidos del pico Pozán (2188 m), también conocido como el Jiso, cuya arista sureste conforma el itinerario de escalada más importante del Macizo de Ándara.
Siguiendo hacia el norte ya aparecen alturas relevantes, como el Prao Cortés (2288 m) y el pico Cortés (2373 m). También el Cueto la Encina (2193 m), que da paso a la Morra de Lechugales, máxima altura de este macizo con sus (2444 m)de altitud.
Más al norte se encuentran los picos del Jierru (2422 m) y la pica del Jierru (2421 m), también conocida como del Evangelista o Tiro de la Infanta. En este punto se produce una bifurcación, que hacia el norte va al pico Valdominguero (2265 m), las Malatas y el Cuetu la Vezada, que van a dar, hacia el oeste, a las vegas de Sotres.
Siguiendo del pico Valdominguero hacia el norte están las picas del Jou sin Tierre (2159 m, la más alta de las dos), el cuetu Tejau (2129 m), el picu Boro, el cuetu los Clabreros y, finalmente, la pica de Fuente Soles, que va a dar al Jito de Escarandi, límite septentrional del macizo de Ándara.
Desde el pico Valdominguero hacia el noreste existen otras cimas, como son el pico Soriano (2161 m) y los cuetos de los Senderos y de la Ramazosa (ambos en torno a los 1900 m de altitud), en las inmediaciones del refugio del Casetón de Ándara. Al otro lado del refugio se eleva el Pico del Macondíu, de 1999 m.
Destacables son también las cumbres que se encuentran al este de la Morra de Lechugales, como son la silla del Caballo Cimero (2436 m), y al sur de ésta, la Tabla del Pino (2154 m).
Desde la pica del Jierru se extiende un cordal hacia el noroeste que recorre cumbres como el pico del grajal de Arriba (2349 m) el pico de Grajal de Abajo (2248 m), el Castillo del Grajal (2091 m), la rasa de la Inagotable (2284 m) y el cueto del Diablo (2267 m), también conocido como cuetu La Junciana.
Al este de la Junciana se eleva el pico del Sagrado Corazón, de (2214 m) y con gran significación pues desde el último año del siglo XIX se celebra, por parte de la gente del lugar, una ceremonia en su cumbre. Desde esta cima en dirección este, a través de la horcada Jonfría (1988 m), se encuentran cimas como el pico de la Jonfría (2067 m), el Castillín (2042 m), el alto de los Novillos (2033 m) o, ya en el extremo oriental, la peña del Roblo (1775 m).

## Cultura
La orografía y la climatología existentes en los Picos de Europa han definido a lo largo del tiempo unos rasgos muy particulares de sus habitantes. La ganadería y el pastoreo de montaña, la producción de forraje y el almacenamiento de heno para el invierno son actividades típicas de la zona. Asimismo la gran variedad de quesos elaborados en las diferentes comarcas, como Picón, Cabrales, Gamonéu, Liébana y Valdeón.

## Fauna

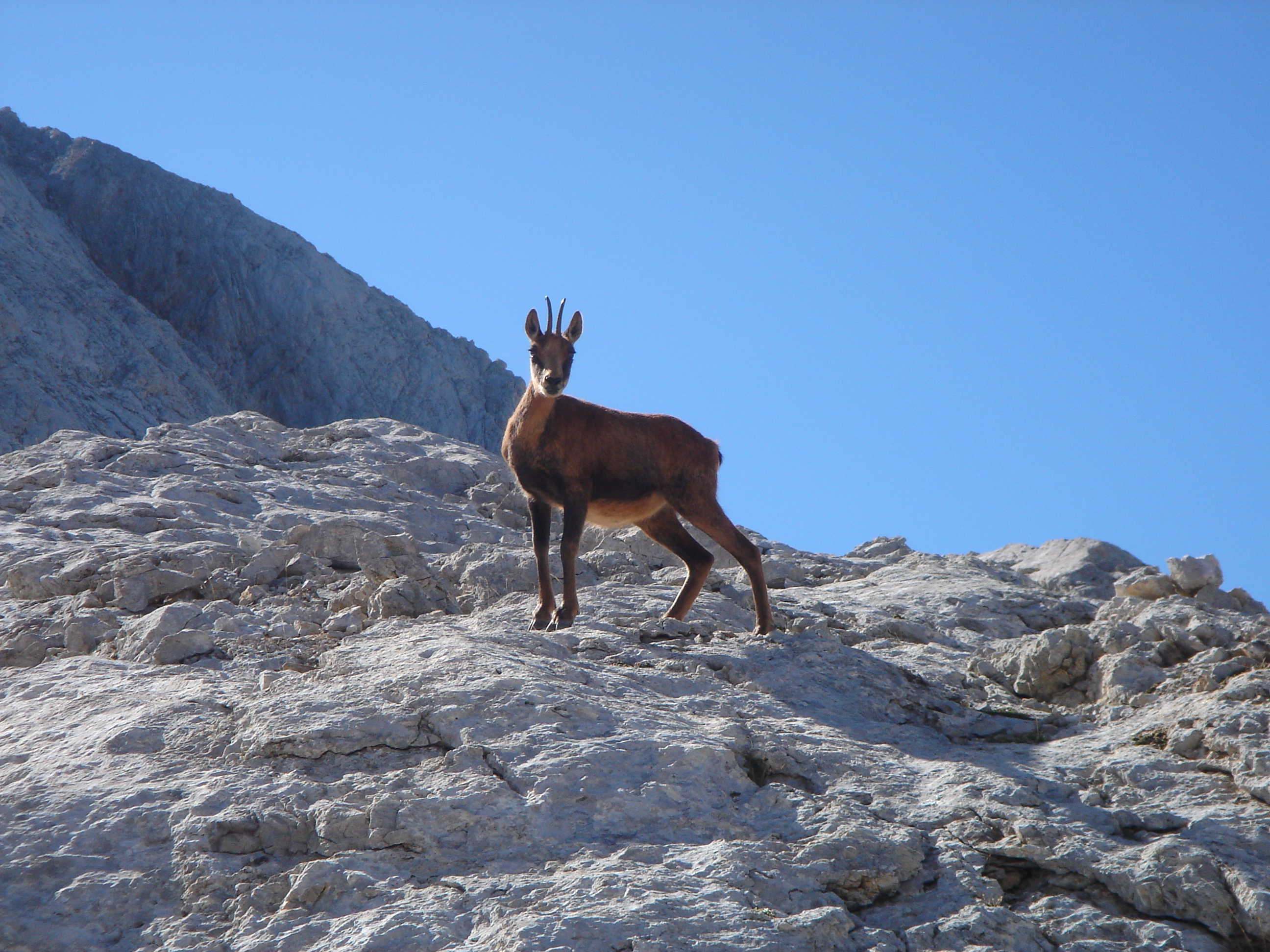
El rebeco, rey de los Picos.

Véase también: Anexo: fauna de los Picos de Europa
De la fauna presente en los Picos de Europa destaca el rebeco cantábrico (Rupricapra pyrenaica parva). Su presencia en las zonas más elevadas de los macizos resulta tan espectacular como sorprendente es su agilidad en un terreno tan difícil, pues es el único que osa aventurarse en los Picos hasta sus zonas más altas.
En lugares más accesibles hay una mayor variedad de especies, como el corzo, el ciervo, el jabalí, el zorro, el oso o el lobo. En los ríos, la nutria, el mirlo acuático, el Martín pescador, el salmón atlántico y la trucha. Y sobre todo al peculiar urogallo, que aunque su presencia es mayor en la Cordillera Cantábrica, aquí también se puede ver y escuchar su canto. El urogallo habita en los bosques, donde convive con el pito negro (Dryocopus martius), la perdiz, el gato montés, el lirón, la ardilla y la gineta.
Entre las más de 100 variedades de aves que se pueden encontrar en el parque natural, destacan las grandes rapaces, como el águila real, el águila culebrera, el alimoche, el buitre leonado y el quebrantahuesos. También habitan la chova piquirroja, la chova piquigualda y el cuervo. Y se puede observar el vuelo del acentor, la bisbita y el gorrión alpino.

## Flora
La escasa distancia de los Picos de Europa a la costa, de aproximadamente 30 kilómetros, permite que en ellos se desarrollen especies vegetales tanto atlánticas como mediterráneas. La vegetación presente en los Picos se puede diferenciar según la altura a la que se encuentra. Así se pueden señalar las áreas dominadas por la encina, el roble y el haya. 
Por encima de los 1500 m, debido a la altura y a lo escarpado del terreno, la presencia vegetal se limita, allí donde el suelo lo permite, a la pradera alpina. Destacan especies del género Sedum y Saxifraga entre las grietas de las rocas. A menor altura se puede apreciar la presencia de especies vegetales como el fresno, el enebro, el abedul, el nogal o el tilo, así como algunas especies de flores, como la aguileña cantábrica, el alhelí de campo o la siempreviva.
También podemos encontrar plantas carnívoras, como la Pinguicula vulgaris.
En 2017, junto con otros hayedos de España y Europa, los de Cuesta Fría y Canal de Asotín fueron declarados Patrimonio de la Humanidad por la Unesco como extensión de los Hayedos primarios de los Cárpatos y otras regiones de Europa.

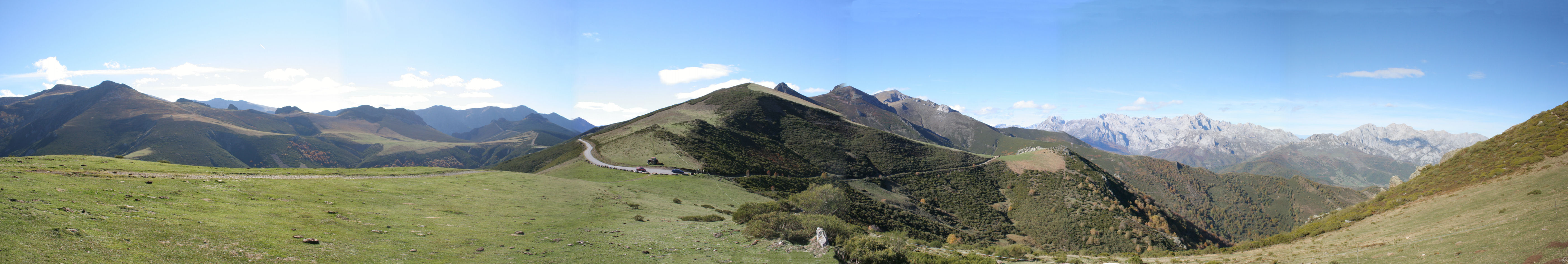
Vista de los Picos de Europa desde el puerto de San Glorio (1608 m), en el límite entre Cantabria y León.

## Pastores de los Picos de Europa: Premio Pueblo Ejemplar de Asturias 1994
En el año 1994, los Pastores de los Picos de Europa recibieron el Premio al Pueblo Ejemplar. La Fundación Princesa de Asturias quiso homenajear a estos trabajadores por su increíble labor a la hora de trabajar las tierras comprendidas en la zona de los Picos de Europa y conservar, durante generaciones, las importantes tradiciones pastoriles, como subir el ganado a pastar en altura durante los meses cálidos y bajarlos en invierno o la creación de quesos tradicionales asturianos, como el Cabrales, el Gamonéu o el Beyos. Estos pastores han usado durante años esta zona montañosa sin afectar a su estructura, realizando también actos de rescate cuando algunos montañeros resultaban heridos. Por todo esto, el jurado de los Premios decidió entregarle este reconocimiento hace ya 29 años.